# Brachiolodes ziczac
Brachiolodes ziczac är en fjärilsart som beskrevs av Hans Georg Amsel 1953. Brachiolodes ziczac ingår i släktet Brachiolodes och familjen mott. Inga underarter finns listade i Catalogue of Life.